# Zirós
Zirós (griego: Ζηρός) es un municipio de la República Helénica perteneciente a la unidad periférica de Préveza de la periferia de Epiro.
El municipio, que toma su nombre del lago Zirós, fue creado en 2011 mediante la fusión de los antiguos municipios de Anogeio, Filippiada (la actual capital municipal), Kranea y Thesprotiko, que pasaron a ser unidades municipales. El municipio tiene un área de 380,601 km².
En 2011 el municipio tiene 13 892 habitantes, de los cuales 8106 viven en la unidad municipal de Filippiada.
Se ubica al noroeste de Arta.